# André Grusenmeyer

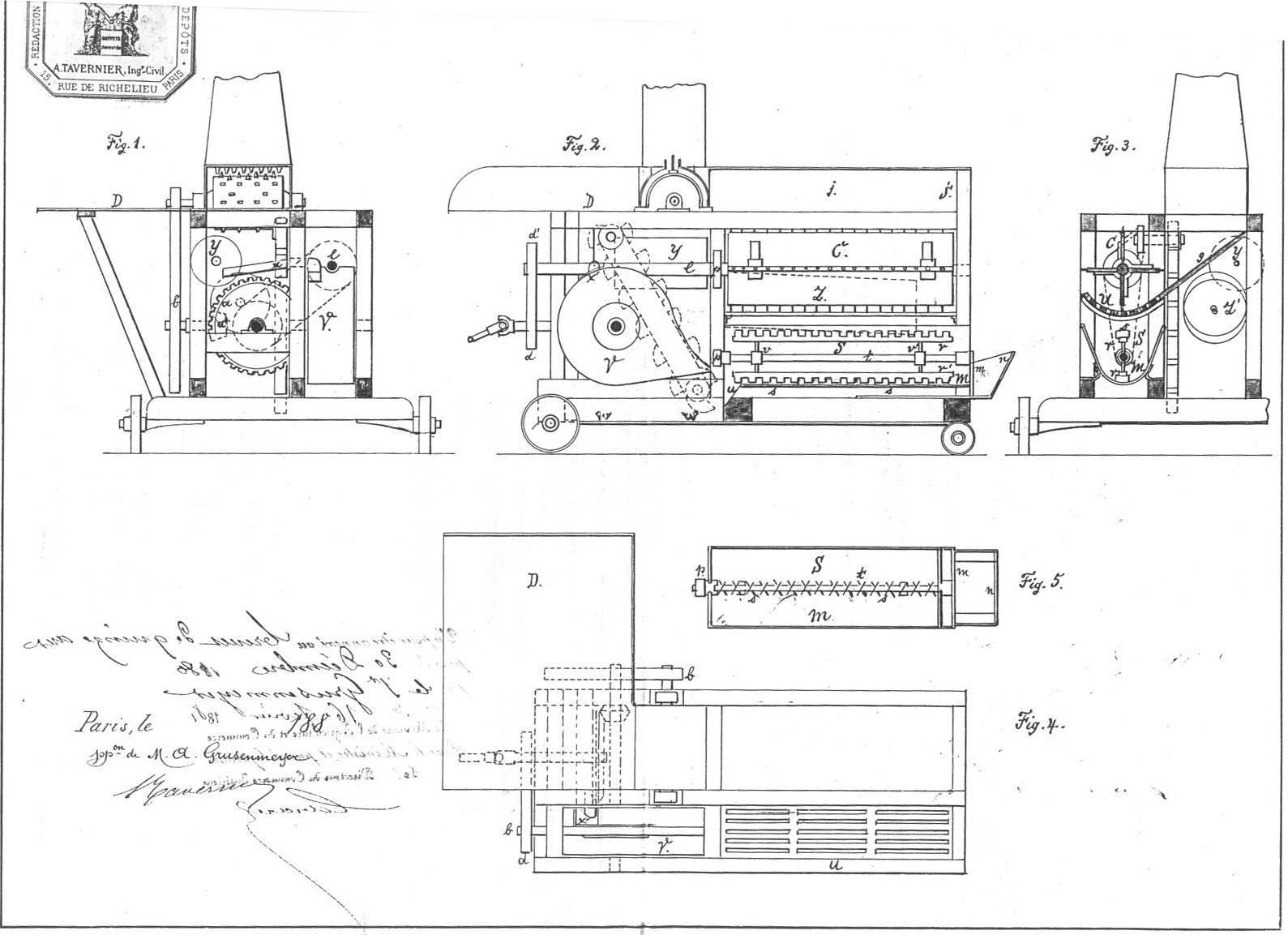
Grusenmeyerova mlátička (1888)

André Grusenmeyer (24. listopadu 1840, Uhlwiller - 30. listopadu 1905, Haguenau) byl francouzský podnikatel, mechanik a vynálezce. Jeho nejznámějším vynálezem je mlátička obilí.